# Kincardineshire
Le Kincardineshire, ou les Mearns, était un comté d'Écosse jusqu'en 1975 et une région de lieutenance. Sa capitale la plus récente était Stonehaven.

## Toponymie
Kincardine apparaît dans les documents d'époque sous différentes formes : « Kincardin, Kyncardyn, Kyncardyn in Miernes, Kincardin in Miernes, Kyncardyn en Mernes ». Ne pas confondre avec « Kyncardyn en Nele » qui correspond à Kincardine O'Neil.

## Histoire
L'existence de ce comté est attestée depuis le XIIIe siècle. Il doit son  nom au château médiéval de Kincardine construit pendant le règne d'Alexandre II d'Écosse et au bourg qui en dépendait. Les comtés du royaume d'Écosse à cette période étaient administrés par des shérifs et trouvent leurs origines dans les anciens thanedoms (en). On parle alors de sheriffdom (en), littéralement « le domaine du Shérif », chargé de collecter l'impôt pour le royaume. Ces sheriffdoms sont attestés depuis le XIIe siècle mais celui de Kincardine n'est avéré qu'au siècle suivant.